# Brenac
Brenac ist eine Ortschaft in Okzitanien in Frankreich. Die vormals eigenständige Gemeinde wurde mit Wirkung vom 1. Januar 2016 mit Quillan zur Commune nouvelle Quillan zusammengelegt. Nachbarorte sind Puivert im Nordwesten, Rouvenac im Norden, Fa im Osten, Quillan im Südosten, Coudons im Südwesten und Nébias im Westen.

## Bevölkerungsentwicklung
| Jahr (Census)             | 1962 | 1968 | 1975 | 1982 | 1990 | 1999 | 2006 | 2008 | 2011 | 2013 | 2016 |
| ------------------------- | ---- | ---- | ---- | ---- | ---- | ---- | ---- | ---- | ---- | ---- | ---- |
| Einwohner                 | 213  | 205  | 200  | 204  | 213  | 203  | 199  | 194  | 207  | 214  | 221  |
| Quelle: Cassini und INSEE |      |      |      |      |      |      |      |      |      |      |      |